# Neoserica fischeri
Neoserica fischeri är en skalbaggsart som beskrevs av Moser 1911. Neoserica fischeri ingår i släktet Neoserica och familjen Melolonthidae. Inga underarter finns listade i Catalogue of Life.